# Roland VP-330
De Roland VP-330 Vocoder Plus is een vocoder en strijkersynthesizer, uitgebracht door Roland in 1979. Het was een van de eerste apparaten dat strijkers en een vocoder combineert in een enkele behuizing.

## Beschrijving
Eind jaren 70 van de twintigste eeuw waren vocoders nog duur en zeldzaam. Merken die al vocoders op de markt hadden gebracht waren Moog, EMS en Sennheiser. Toen Roland in 1979 de betaalbare VP-330 uitbracht, werd deze al snel door artiesten gebruikt in hun muziek. Een van de meest kenmerkende geluiden van het instrument werd de Human Voice.
Het is een 49 toetsen tellende parafone analoge synthesizer met strijkersklanken, en bevat meerdere banddoorlaatfilters voor stemklanken en de vocoder. Als effect is er een zogeheten bucket brigade, een zeer primitieve analoge delay of vertragingseffect.
De VP-330 werd regelmatig gebruikt als een lichtere versie van de Mellotron om mee te toeren. Naast een vocoder en strijkersklanken kan het instrument ook vier verschillende koorklanken produceren, die elk vier van de zeven banddoorlaatfilters (band pass filter) gebruiken.
Er zijn twee versies en een variant van de VP-330 op de markt gebracht.
- versie 1 (Mk1) met tuimelschakelaars en volledig klavier, choruseffect van Reticon, tot serienummer 901199;
- versie 2 (Mk2) met led-drukknoppen en kleiner klavier, choruseffect van Panasonic, vanaf serienummer 9614502;
- een extra versie met het uiterlijk en circuits van de Mk1 en de filters van de Mk2, tot serienummer 951449.

De VP-330 was ook verkrijgbaar als de Roland SVC-350, een soundmodule zonder klavier maar met grafische equalizer.

## VP-03
Op 9 september 2016 bracht Roland de VP-03 uit in de Boutique-reeks. Het is een imitatie van de oorspronkelijke VP-330 en bevat onder andere analoge circuit-modellering, een geheugen voor 16 akkoorden en een ingebouwde voice step-sequencer.

## Bekende gebruikers
De VP-330 werd met name in de jaren 80 van de twintigste eeuw gebruikt door vele artiesten, waaronder:
- 10cc
- A Certain Ratio
- Brian Transeau (BT)
- Genesis
- Isao Tomita
- John Foxx
- Kitaro
- Laurie Anderson
- Michael Boddicker
- Mike Oldfield
- Pink Floyd
- Queen
- Royksopp
- Tangerine Dream
- Tomita
- Underworld
- Vangelis
- Vince Clarke
- Yellow Magic Orchestra
- Yvan Guilini